# François Chabot
Francois Chabot (23. října 1756, Saint-Geniez-d'Olt, departement Aveyron – 5. dubna 1794, Paříž) byl francouzský kněz a politik.

## Životopis
Chabot zpočátku absolvoval školní docházku v klášteře Rodez, kde získal dobré znalosti v oblasti matematiky. Později vstoupil jako novic do kapucínského řádu a vystudoval katolickou teologii v Carcassonne a Béziers. Po vysvěcení působil jako kapucínský kněz, ale na konci roku 1788 z kongregace odešel. Chabot se mnohem více zajímal o sekulární politiku, zejména po vypuknutí Francouzské revoluce v roce 1789.
Bývalý duchovní podporoval konstitučního biskupa z Blois Henriho Grégoira jako generálního vikáře v roce 1791. Ve stejném roce byl také zvolen do Národního shromáždění jako zástupce departementu Loir-et-Cher. Dne 9. srpna 1792 François Chabot významně přispěl k na útoku na Tuileries kázáním na pařížském předměstí Saint-Antoine. Poté se stal členem Národního konventu, kde v podstatě zastupoval zájmy krajní levice. Chabot sice vyzval k odsouzení krále Ludvíka XVI., ale byl také umírněný politik a prosazoval rozdělení veškerého majetku proletariátu. Na druhé straně hlasoval proti vyhnání všech Bourbonů z Francie, protože důvěřoval liberálnímu myšlení vévody Filipa Égalité. Přes jeho zásluhy, které vedly k pádu girondistů dne 31. května 1793, odmítal diktaturu upřednostňovanou Maratem. Jako přední zastánce odkřesťanštění kostelů předložil návrh přeměnit pařížskou katedrálu Notre-Dame na Chrám rozumu.
Bývalý kapucín odešel na několik týdnů do departementů Tarn a Aveyron, aby zde zřídil a vedl revoluční dohlížecí výbory. Po svém návratu do Paříže v létě 1793 se François Chabot setkal s vlivnými bankéři, jako byl anglický bankéř Boyd a čeští bratři Emanuel a Junius Freyovi, s jejichž sestrou Leopoldinou se v říjnu 1793 oženil. Kvůli svému zapojení do skandálu Indické společnosti upadl v nemilost u svého podporovatele Maximiliena Robespierra, který ho nechal v listopadu 1793 zatknout.
François Chabot byl 18. března 1794 obviněn z toho, že se spolu s příbuznými obohatil falšováním zákonů. Byl odsouzen k smrti a po neúspěšném pokusu o sebevraždu jedem byl 5. května odsouzen k smrti. Popraven byl 17. dubna 1794 spolu s bratry Freyovými a shovívavými kolem Georgese Dantona a Camille Desmoulinse.